# Delikt
Delikt (łac. delictum – czyn niedozwolony, błąd, przewinienie) – pojęcie prawnicze, mające swe korzenie w czasach starożytnego Rzymu, współcześnie  funkcjonuje w wielu dziedzinach prawa. 

## Delikt w prawie rzymskim
W prawie rzymskim wyróżniano:
- crimina – czyny zabronione prawa publicznego,
- delicta – czyny niedozwolone prawa prywatnego.

Delikty prawa prywatnego były źródłem powstania zobowiązania między sprawcą a poszkodowanym, rozstrzyganego w formie procesu prywatnego.

## Delikt w prawie cywilnym
W prawie cywilnym delikt oznacza samoistne źródło zobowiązania, rozumiane w sposób szerszy aniżeli w prawie rzymskim. Deliktem może być:
- działanie (zawinione lub nie), w wyniku którego wynikła szkoda,
- zdarzenie, za które prawo czyni kogoś odpowiedzialnym (np. odpowiedzialność za zwierzęta i rzeczy).

Obydwie formy deliktu mogą dawać podstawy do odpowiedzialności deliktowej, czyli żądań odszkodowawczych.
Typowymi przykładami deliktów w prawie cywilnym są np. uszkodzenie cudzej rzeczy, spowodowanie niekorzystnych zmian w cudzym zdrowiu, pozbawienie kogoś przysługującego mu prawa majątkowego.

## Delikt w prawie karnym i karnym skarbowym
W terminologii prawa karnego i prawa karnego skarbowego delikt może oznaczać każdy czyn kryminalnie bezprawny (wykroczenie lub przestępstwo, a także wykroczenie skarbowe bądź przestępstwo skarbowe).

## Delikt w prawie konstytucyjnym
W prawie konstytucyjnym delikt oznacza naruszenie, przekroczenie konstytucji lub ustawy w sposób widoczny dla społeczności poprzez czyn niewyczerpujący znamion przestępstwa. Na gruncie odznaczonego prawa konstytucyjnego delikt konstytucyjny popełnia ten, kto swoim czynem „niebędącym przestępstwem” umyślnie lub nieumyślnie naruszył konstytucję lub inną ustawę obowiązującą w Polsce „w związku z zajmowanym stanowiskiem i w zakresie urzędowania”.
Odpowiedzialność za popełnienie deliktu konstytucyjnego dotyczy tylko wąskiej grupy najważniejszych urzędników państwowych, wymienionych w art. 198 Konstytucji Rzeczypospolitej Polskiej (1997); są to: Prezydent Rzeczypospolitej Polskiej, Prezes Rady Ministrów, członkowie Rady Ministrów, Prezes Narodowego Banku Polskiego, Prezes Najwyższej Izby Kontroli, członkowie Krajowej Rady Radiofonii i Telewizji, Naczelny Dowódca Sił Zbrojnych oraz, w ograniczonym zakresie, posłowie i senatorowie. O popełnieniu deliktu konstytucyjnego rozstrzygać może jedynie Trybunał Stanu.

## Delikt w prawie międzynarodowym
Prawo międzynarodowe także używa pojęcia deliktu, w postaci tzw. delictum iuris gentium, które określa przestępstwa przeciwko prawu międzynarodowemu (zbrodnie wojenne, ludobójstwo i inne zbrodnie przeciwko ludzkości, przestępstwa o charakterze terrorystycznym, piractwo, fałszowanie pieniędzy, handel niewolnikami). Tego typu czyny zakazane są ścigane na zasadzie represji wszechświatowej (niezależnie od miejsca popełnienia czynu i przez wszystkie państwa – strony odpowiednich traktatów i konwencji).